# 各務山
各務山（かかみやま）は、岐阜県各務原市にある標高170mの山。地元では前山と呼ばれている。

## 概要
赤星山と地続きになっており、東西に細長い山である。
1960年頃に東側の赤星山から、1970年頃に北側の各務山から採土が進められ、1975年には赤星山跡に中央団地が、1979年には各務原市立中央小・中学校が完成した。
その後も採土が進められ、2016年現在、山は中心部と東にわずかに残るのみであり、近々消滅の危機にさらされている。
東側に三角点（点名：前山）があるが、工業団地のテックフォルテ各務原の造成により移動している。また、テックフォルテ各務原のある地名の各務山1丁目であり、テックフォルテ各務原の完成により新設された。

## 登山道
70年ほど前までは赤星山との境界に登山道があったが、採土により山ごと消滅した。

## 周辺の山
- 各務原アルプス
- 北山
- 権現山 (各務原市)
- 三井山
- 伊木山